# Finsko-švédská státní hranice

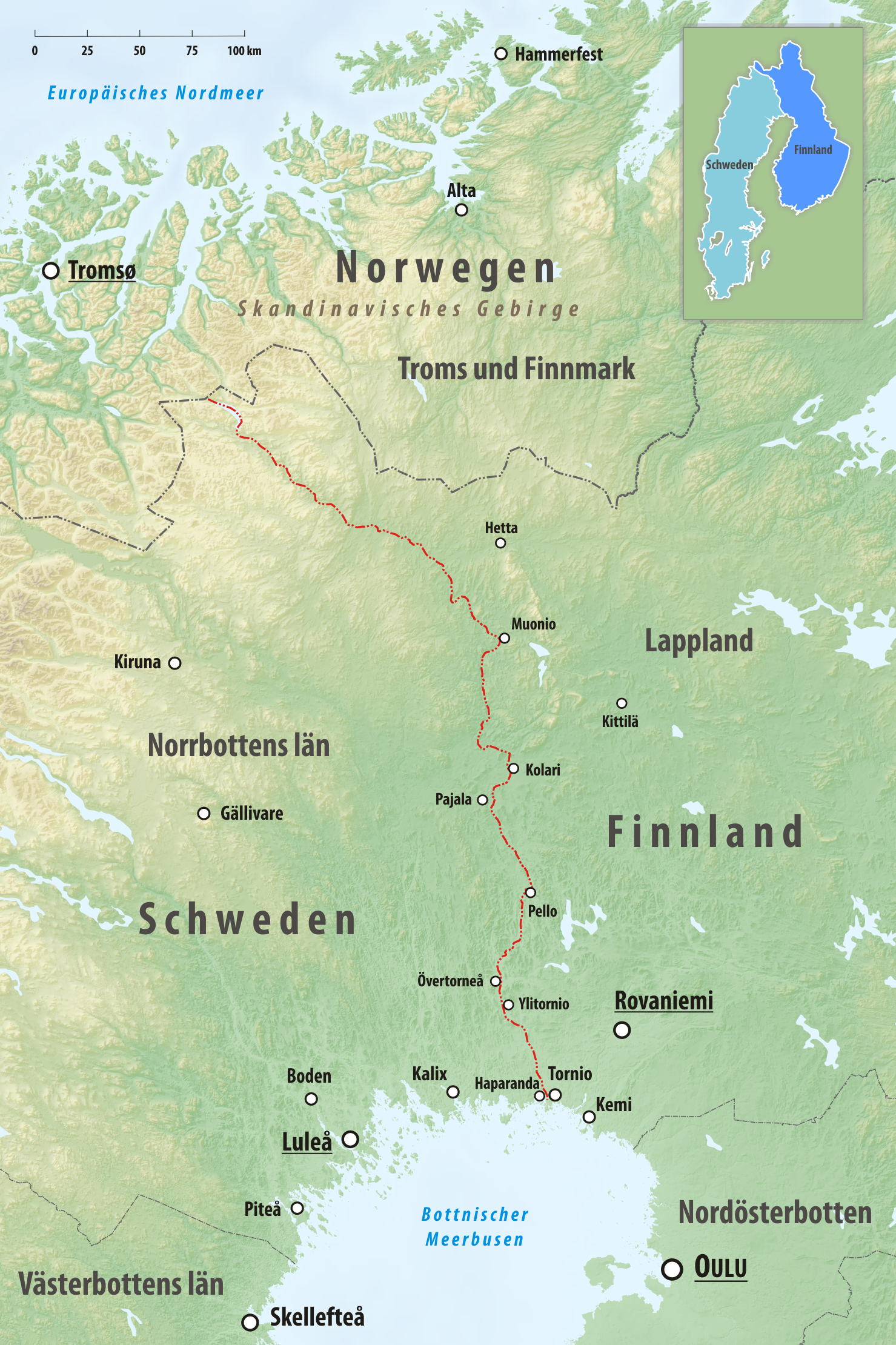
Mapa hranice

Finsko-švédská státní hranice je státní hranice mezi Finskem a Švédskem. Táhne se v délce 614 km. Začíná na finsko-norsko-švédského trojmezí Treriksröset a končí ve vodách Botnického zálivu. Téměř celá hranice (mimo Botnický záliv) probíhá středem toku řek Torne–Muonio–Könkämäeno. Hranice podél vodních toků byla vytvořena Fredrikshamnským mírem v roce 1809, kterým Finsko přestalo být integrální součástí Švédského království a stalo se autonomní součástí Ruského impéria.
Na švédské straně vede podél hranice mezi městy Karesuando a Tornio švédská silnice č. 99, kterou postupně (od severu na jih) kříží evropská silnice E45, silnice č. 395/403, č. 402, č. 98 a evropská silnice E4, které všechny prochází hranicí na finskou stranu, kde se napojují na evropskou silnici E8/21, která vede na finské straně podél hranice z Norska k pobřezí Botnického zálivu. Finsko i Švédsko jsou součástí schengenského prostoru a hranice je tak průchozí bez hraničních kontrol.

## Průběh hranice
Na severu hranice začíná na finsko-norsko-švédském trojmezí Treriksröset u východního cípu jezera Golddajávri. Z jihovýchodního cípu jezera hranice pokračuje jihovýchodním směrem. Nejprve říčkou Kuohkima (východní odtok jezera Golddajávri), která protéká jezerem Kuohkimajávri a po 1,5 km se vlévá do jezera Kilpisjärvi. Z jezera hranice sleduje tok řeky Könkämäeno, až do jejího soutoku s řekou Lätäseno severně od hraničních obcí Karesuando/Kaaresuvanto. Od soutoku dále se hraniční řeka nazývá Muonio. Po přibližně 100 km se řeka u stejnojmenné finské obce stáčí jižním směrem (a s ní i hranice) a po přibližně 150 km se vlévá do řeky Torne, jejímž tokem hranice probíhá až do města Tornio na pobřeží Botnického zálivu. Finské město Tornio resp. jeho centrum leží (původně) na ostrově na švédské straně řeky, a tak jej hranice obchází ze západu, přičemž na několika místech vede po mimo vodní tok. Poté se hranice vrací do toku řeky, přičemž v jejím ústí do zálivu přetíná několik malých ostrůvku (Leppikari, Tirro, Kataja). Botnickým zálivem probíhá dohodnuté mezinárodní pásmo, stejně tak v průlivu Severní Kvarken. Hranice obou států opět setkává v průlivu Jižní Kvarken, ve které se mezi Švédskem a Alandskými ostrovy nachází ostrov Märket rozdělený hranicí, která obkračuje finský maják na původně švédské straně hranice.

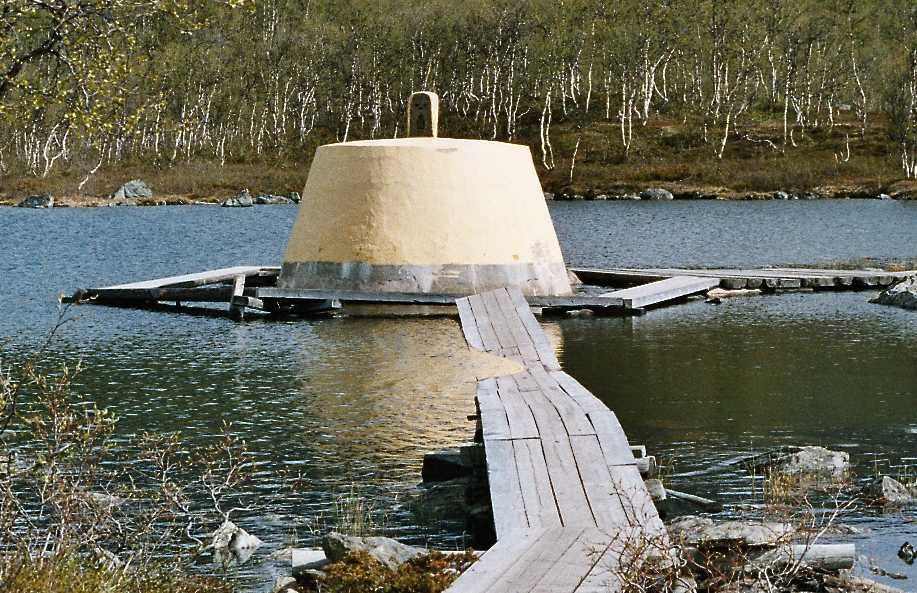
Trojmezí Treriksröset
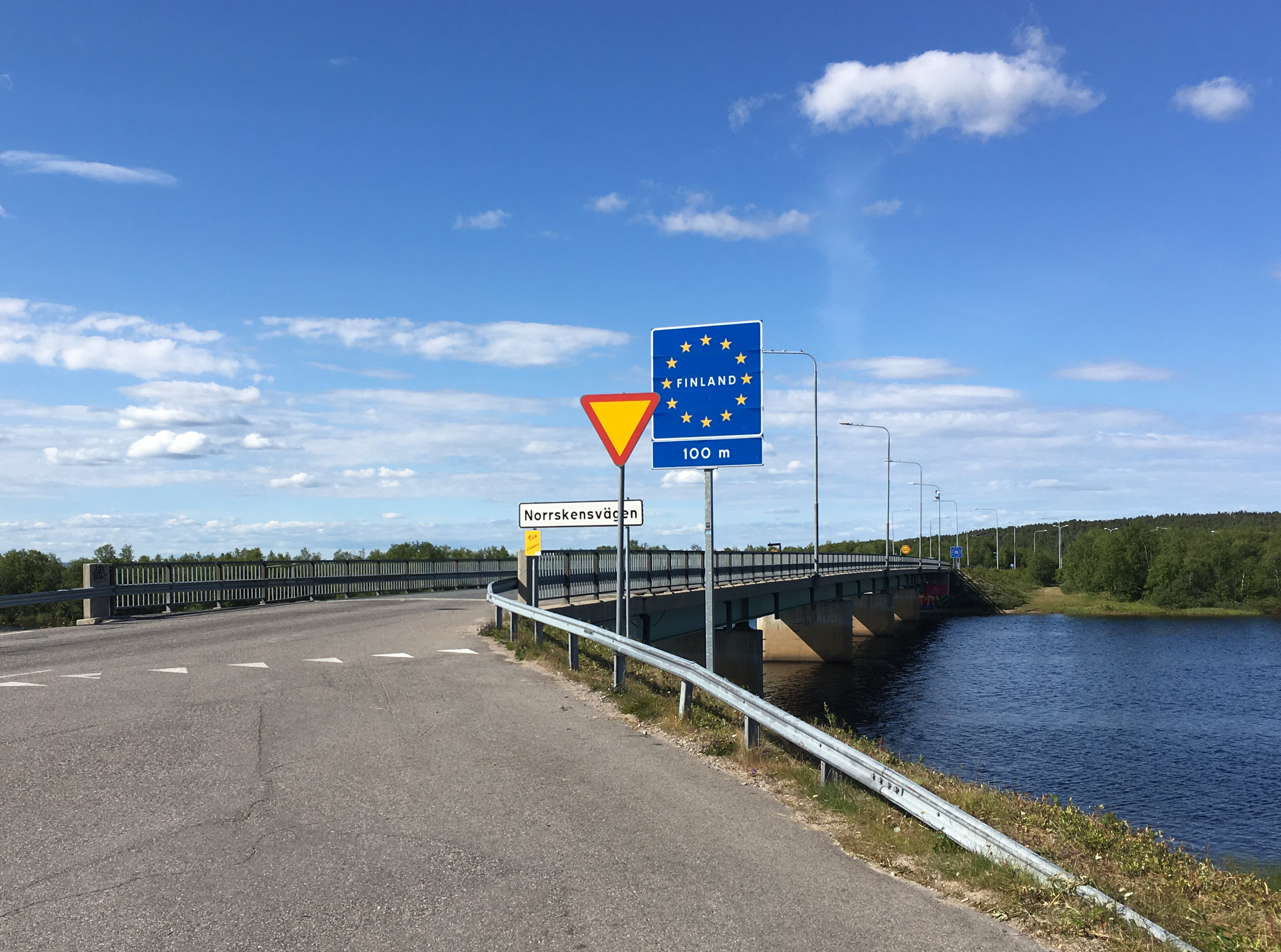
Hraniční most přes řeku Muonio u Karesuanda
Hranice procházející ostrovem Märket